# Гелева точка
Гелева точка — у колоїдній хімії — стадія, коли рідина починає набирати напівколоїдних властивостей. Визначається за змінами фізичних характеристик системи.